# Backlash 2005
Backlash 2005 was een pay-per-viewevenement in het professioneel worstelen dat georganiseerd werd door World Wrestling Entertainment (WWE). Dit evenement was de zesde editie van Backlash en vond plaats in de Verizon Wireless Arena in Manchester (New Hampshire) op 1 mei 2005.
De belangrijkste gebeurtenis was een wedstrijd voor het World Heavyweight Championship tussen de kampioen Batista en Triple H. Batista won de match en verlengde zo zijn titel.

## Wedstrijden
| Nr.                                                                          | Match | Winnaar(s)                  |
| ---------------------------------------------------------------------------- | --- | --------------------------- |
| -                                                                            | Tyson Tomko vs. Val Venis in een een-op-eenmatch | Tyson Tomko                 |
| 1                                                                            | Shelton Benjamin (c) vs. Chris Jericho in een een-op-eenmatch voor het WWE Intercontinental Championship                                                                               | Shelton Benjamin (c)        |
| 2                                                                            | Tajiri & William Regal (c) vs. The Heart Throbs vs. Rosey en The Hurricane vs. Simon Dean & Maven vs. La Résistance in een Tag Team Turmoil match voor het World Tag Team Championship | Rosey en The Hurricane (nc) |
| 3                                                                            | Edge vs. Chris Benoit in een Last Man Standing match | Edge                        |
| 4                                                                            | Viscera (met Trish Stratus) vs. Kane (with Lita) in een een-op-eenmatch | Kane                        |
| 5                                                                            | Hulk Hogan & Shawn Michaels vs. Muhammad Hassan & Daivari in een tag team match | Hulk Hogan & Shawn Michaels |
| 6                                                                            | Batista (c) vs. Triple H (met Ric Flair) in een een-op-eenmatch voor het World Heavyweight Championship                                                                                | Batista (c)                 |
| (c) huidige kampioen voor en na de match \| (nc) nieuwe kampioen na de match | |                             |